# Жоффр, Жозеф
Жозеф Жак Сезер Жоффр (фр. Joseph Jacques Césaire Joffre; 12 января 1852, Ривзальт (департамент Восточные Пиренеи) — 3 января 1931, Париж) — французский военный деятель, маршал Франции (26 декабря 1916), генералиссимус (1915—1916). Член Французской академии (Кресло 35, 1918). Почётный доктор (Doctor honoris causa) Гарвардского, Порту и Коимбрского университетов. Автор мемуаров.

## Биография
Сын мелкого виноторговца, по другим данным — мелкого производителя винных бочек. В 1869 году окончил школу в родном городке, приехал в Париж и поступил в Политехническую школу. Во время франко-прусской войны из патриотических побуждений поступил добровольцем в артиллерию. Участвовал в обороне Парижа, получил чин младшего лейтенанта. После войны окончил Политехническую школу (1872), решил остаться в армии и до 1874 года учился в артиллерийско-инженерном военном училище в Фонтенбло. Затем почти 30 лет служил военным инженером. Участвовал в работах по перестройке фортов Парижа, затем до 1884 года служил в различных департаментах Франции.
В 1885 году участвовал во французской военной экспедиции на остров Тайвань. Затем Жоффру было поручено руководство укреплениями Тонкина. в 1888—1889 годах совершил длительное путешествие, посетив Китай, Японию и Соединённые Штаты Америки. В 1892 году в чине майора командирован в Французский Судан для руководства работами на Сенегал-Нигерской железной дороге. Здесь Жоффр отличился в операциях против местных повстанцев-туарегов на территории современного Мали, произведя по своей инициативе смелое наступление для выручки окружённой французской колонны. Впоследствии служил на Мадагаскаре, один из ближайших помощников генерал-губернатора Французского Мадагаскара дивизионного генерала Ж. Галлиени, укрепил один из важнейших французских опорных пунктов — порт Диего-Суарес.
С 1901 года — военный губернатор Лилля. В 1902 году Жоффр был произведён в бригадные генералы. С 1904 года — директор инженерного отдела Военного министерства. С 1906 года — командир 6-й пехотной дивизии в Париже. С 1908 года — командир 2-го армейского корпуса в Амьене.
С 1910 года член Высшего военного совета. С 28 июля 1911 года начальник Генерального штаба и, одновременно — вице-президент Высшего военного совета. Попал под влияние «новой школы» Генштаба, которая предполагала в начале войны с Германией переход в наступление через Эльзас и Лотарингию. Относительно Бельгии предполагалось, что Германия, из опасения вмешательства Великобритании, позволит себе нарушить нейтралитет лишь частично, а именно, направят своё правое крыло южнее Мааса на Мезьер и Седан. Результатом таких соображений явился новый оперативный план, согласно которому в начале войны французские войска, предназначенные для вторжения в Германию, развертывались между Мезьером и Бельфором фронтом на северо-восток. Жоффр даже был согласен на превентивную оккупацию Бельгии и был сторонником идеи дать немцам встречное сражение на её территории, но затем по политическим соображениям от этой идеи отказался. Активно занимался ускоренным оснащением армии тяжёлой артиллерией и одним из первых оценил боевые возможности авиации, став инициатором создания первых боевых авиационных частей. В рамках Антанты выступал за тесную координацию военных усилий с Великобританией и Россией, возглавлял французскую делегацию на франко-русских военных переговорах в Париже (1912) и в Царском Селе (1913).
С началом Первой мировой войны назначен главнокомандующим армиями Севера и Северо-Востока. 5 августа 1914 года отдал приказ о наступлении по всему фронту, однако вскоре после ряда неудач в Приграничном сражении французские войска начали отступление на юг. На основании распоряжений Главной квартиры они должны были отойти на левый берег Сены, столицу предполагалось оставить. Но этот план встретил протест со стороны правительства. 25 августа 1914 года Жоффр подписал директиву об общем отводе войск и в одновременно принял решение сформировать ударную группировку в составе трёх армий. Утром 25 августа 1914 военный министр Мессими, по поручению правительства, направил в Главную квартиру приказ: в случае общего отступления выделить для охраны столицы особую армию силой не менее трёх корпусов. Жоффр возражал, но должен был подчиниться, и 30 августа сообщил, что посылает в Париж 6-ю армию, которая, таким образом, оказалась на фланге германских войск.
В сражении на Марне германские войска имели сначала тактический успех на всём фронте. Но 5 сентября, по инициативе военного губернатора Парижа генерала Галлиени, 6-я армия атаковала во фланг 1-ю германскую армию фон Клюка. Клюк быстро переменил фронт и отбросил 6-ю армию, но при этом между 1-й и 2-й германскими армиями образовался разрыв в 30 км, прикрытый лишь кавалерией. В ночь на 9 сентября Британский экспедиционный корпус генерала Д. Френча и 5-я французская армия вклинились в образовавшуюся брешь. Отсутствие резервов вынудило германское Верховное командование отдать 9 сентября приказ об общем отходе на рубеж реки Эна. В разыгравшемся там новом сражении французы ещё потеснили немцев, но взаимное истощение сторон привело к установлению позиционного фронта.
Успех на Марне принёс Жоффру огромную популярность. Во второй битве при Артуа и в третьей битве при Артуа французы не смогли прорвать германский фронт. 3 декабря 1915 года Жоффр получил верховное управление всеми французскими войсками на всех фронтах. Но впоследствии, когда началась затяжная позиционная война на французской территории, эта популярность поблекла, несмотря на пропагандистскую кампанию, развёрнутую в прессе. Популярности Жоффра особенно повредили неудачное начало Верденской операции и, сопровождавшееся огромными жертвами, не оправдавшее надежд наступление на Сомме в 1916 году. Кроме того, между Верховным командованием, правительством и Национальным собранием всё время происходили трения из-за власти. Декретами от 12 и 13 декабря 1916 года Жоффр был снят с поста Верховного главнокомандующего и назначен советником правительства по военным делам, вскоре ему (впервые во времён Наполеона III) присвоили звание Маршала Франции (26.12.1916). В апреле 1917 года командирован во главе французской делегации на переговоры в США с целью добиться американской помощи Антанте, где убедил американцев направить в Европу значительные военные силы и действовать не на британском, а на французском участке фронта. Затем находился с аналогичной миссией в Японии, которая также была союзницей Антанты в Первой мировой войне.
Во время пребывания на должности Верховного главнокомандующего имел звание генералиссимуса (1915—1916).
После окончания Первой мировой войны оставался членом Высшего военного совета. Выступал за военную интервенцию против Советской России. В 1920 году во главе военных делегаций посетил Румынию, Португалию, Испанию и Королевство сербов, хорватов и словенцев.
В 1922 году возглавлял правительственную комиссию по обороне Франции.
Жоффр умер 3 января 1931 года в Париже. Похоронен в своём поместье в Лувесьене.
Автор ряда военно-теоретических трудов и мемуаров (Memoires du marechal Joffre (1910—1917). Vol. 1-2. P., 1932). Один из них — «Подготовка войны и ведение операций» в 1923 году был переведён на русский язык и опубликован в СССР.

## Награды
- Кавалер Большого креста ордена Почётного легиона (11 июля 1914)
- Великий офицер ордена Почётного легиона (11 июля 1909)
- Командор ордена Почётного легиона (11 июля 1903)
- Офицер ордена Почётного легиона (26 декабря 1895)
- Кавалер ордена Почётного легиона (7 сентября 1885)
- Воинская медаль (26 ноября 1914)
- Военный крест 1914—1918 с пальмовой ветвью
- Медаль в память войны 1870—1871 (1871)
- Колониальная медаль с планками «Сенегал» и «Судан» (1894)
- Медаль в память Тонкинской экспедиции (март 1887)
- Кавалер Большого креста Королевского ордена Камбоджи
- Офицер ордена Дракона Аннама (Протекторат Аннам, 1887)
- Орден Алауитского трона (Марокко)
- Рыцарь Большого креста ордена Бани (Великобритания)
- Орден Заслуг (Великобритания, 26 июня 1919)
- Рыцарь Большого креста Королевского Викторианского ордена (Великобритания)
- Кавалер цепи ордена Карлоса III (Испания, 1919)
- Орден Белого орла (Польша, 1922)
- Серебряный крест ордена «Virtuti Militari» (Польша, 1921)
- Кавалер Большого креста ордена Башни и Меча (Португалия, 1921)
- Кавалер Большого креста ордена Сантьяго (Португалия, 1918)
- Орден Святого Георгия 2-й степени (Российская империя, сентябрь 1914)[10]
- Орден Святого Георгия 3-й степени (Российская империя, 27 ноября 1914) — «За разгром немецких войск в Марнском сражении 5—12 сентября 1914 года»[11]
- Кавалер Большого креста ордена Звезды Карагеоргия с мечами (Сербия)
- Великий рыцарь-командор ордена Рамы (Сиам)
- Медаль «За выдающиеся заслуги» (США)